# Higo tunecino
Los Higos Tunecinos en la República de Túnez se cosechan de cultivares de higueras de tipo 'Smyrna', 'San Pedro' e 'higo común' Ficus carica bíferas y uníferas, muy cultivados desde épocas inmemoriales en todo el territorio de clima mediterráneo. Se cultivan principalmente para la producción del higo seco paso y otras aplicaciones, pero también se cosechan higos frescos.

## Ubicación
La producción de higos de Tunicia se encuentra principalmente en tres zonas climáticas características dependiendo del nivel de altitud (20 m, 327 my 800 m), zona de costa, zonas de montaña, y alta montaña, en suelos pobres, esquistos-margas o calizas en terrenos a menudo accidentados y que reciben muy poca atención.
En la región costera, el tipo 'Smyrna' que produce una sola generación de frutas es dominante. Hay varios Cabrahigos  que se cultivan distinguidos principalmente por la riqueza de prohigos abundantes en polen y Blastophaga psenes.
La región continental (327 m) está dominada por el tipo 'San Pedro' que produce dos generaciones de fruta. El Cabrahigo se encuentra de manera aleatoria y produce prohigos generalmente pobres en insectos polinizadores.
En la alta montaña de 'Djebba', el tipo 'San Pedro' es dominante. Varios ecotipos caracterizados por una excelente calidad de fruta son raros y cada vez están en mayor peligro de extinción.
Los higos de las tres regiones muestran una variabilidad inconfundible en forma, tamaño y color. En baja altitud, la fruta puede ser oblonga o redondeada con un calibre calibrado de medio (38 - 49 mm). El contenido de sólidos solubles varía entre 14.3 y 18.4% y la acidez valorable entre 0.22 y 0.47%. Ubicada a una altitud de 327 m, la higuera produce una fruta de gran calibre (50 - 60 mm) de forma oblonga o aplanada. La fruta tiene un contenido de sólidos solubles entre 16.1 y 17.6% y ácidos entre 0.20 y 0.27%. Se cultiva en zonas montañosas, la higuera produce un fruto más bien aplanada, calibre ancho con un contenido de sólidos solubles de hasta 18,1% y una acidez valorable de 0,23%.

## Historia
Esta pertenece a la Tunicia semiárida por lo que sus variedades de higueras se sentirán cómodas en cualquier ubicación
Las higueras que aquí se cultivan, cuentan con la ventaja de encontrarse en unas de las comarcas desde antaño más aisladas y gracias a venirse cultivando a gran escala desde el Neolítico, a través de prospecciones y selecciones de clones "no centralizadas, ni dirigidas".
En Tunicia ni siquiera tiene mucha cabida hablar de variedades con clones muy específicos, más bien son distintas tipologías de higos cultivados y perfectamente representativas de lo que sería una población natural.

## Cultivo de la higuera en Tunicia
Dentro del ranking mundial de producción de higos, la República de Túnez ocupa el noveno puesto detrás de Turquía, el mayor productor de higos del mundo con 305,450 toneladas, Egipto con 167,622 tn, Argelia con 131,798 tn., Irán con 70,178 tn, Marruecos con  57,000, toneladas, Estados Unidos, España, y Grecia.

## Variedades de higueras en Tunicia
Actualmente hay una gran cantidad de variedades de higueras en la República de Túnez y probablemente mucha sinonimia. Solamente en la zona de Djebba hay reconocidas veintisiete variedades cultivadas comercialmente aunque la estrella es sin duda 'Bouhouli' (80%  de todas las variedades cultivadas en Djebba) reconocida con una “Appellation d’Origine Contrôlée” (AOC).
Djebba, un pueblo histórico ubicado en las alturas de la montaña Jebel Gorra (Gobernación de Béja), dedica un área de 800 hectáreas para el cultivo de higos, dando una producción anual estimada de alrededor de 4000 toneladas.
La mayoría de las variedades son tipo Smyrna o del tipo San Pedro y requieren un polinizador fructífero para agosto-octubre, que es cuando produce la mayor cantidad de fruta. La polinización (caprificación) implica la plantación próximo a los higos femeninos de un Cabrahigo para asegurar la polinización por un insecto, los Blastophaga psenes. Tres a cinco caprificadores aseguran la caprificación de cien higos hembra.
| Cultivar                                                                                      | N.º de cosechas                                 | Uso                                                                                        | Vigencia del cultivo                                                     |
| --------------------------------------------------------------------------------------------- | ----------------------------------------------- | ------------------------------------------------------------------------------------------ | ------------------------------------------------------------------------ |
| Higuera „Bouhouli“ Djebba, desde 2012 Única variedad “Appellation d’Origine Contrôlée” (AOC). | 2, bífera (junio a julio y agosto a septiembre) | Higo fresco para exportación y para el secado de los higos para su venta o transformación. | Variedad predominante, plantada sola o en asociación con otros frutales. |
| Higuera „Zidi“ (tipo Smyrna)                                                                  | 1, unífera (agosto a septiembre)                | Secado de los higos para su venta o transformación.                                        | Común, presente en plantaciones de higueras de pasa y en huertas.        |
| Higuera „Bidhi“ (tipo Smyrna)                                                                 | 1, unífera (agosto a septiembre)                | Secado de los higos para su venta o transformación.                                        | Presencia común en las huertas.                                          |
| Higuera „Bither Abiadh“ (tipo Smyrna)                                                         | 1, unífera (agosto a septiembre)                | Secado de los higos para su venta o transformación.                                        | Común, presente en plantaciones de higueras de pasa y en huertas.        |
| Higuera „Bouharrag“ (tipo San Pedro)                                                          | 2, bífera (junio a julio y agosto a septiembre) | Secado de los higos para su venta o transformación.                                        | Presencia común en las huertas.                                          |
| Higuera „Goutti“ (tipo San Pedro)                                                             | 2, bífera (junio a julio y agosto a septiembre) | Autoconsumo de brevas frescas.                                                             | Presencia común en las huertas.                                          |
| Higuera „Nemri“ (tipo San Pedro)                                                              | 2, bífera (junio a julio y agosto a septiembre) | Autoconsumo de higos frescos, tienen buenas aptitudes para secado.                         | Presencia común en las huertas.                                          |
| Higuera „Boukhobza“ (tipo San Pedro)                                                          | 2, bífera (junio a julio y agosto a septiembre) | Autoconsumo de higos frescos.                                                              | Rara, presente en algunas huertas.                                       |
| Higuera „Wahchi“ (tipo San Pedro)                                                             | 2, bífera (junio a julio y agosto a septiembre) | Autoconsumo de higos frescos o secos.                                                      | Común, presente en plantaciones de higueras de pasa y en huertas.        |
| Higuera „Khenziri“ (tipo San Pedro)                                                           | 2, bífera (junio a julio y agosto a septiembre) | Autoconsumo de higos frescos.                                                              | Presencia común en las huertas.                                          |
| Higuera „Khortoumi“ (tipo San Pedro)                                                          | 2, bífera (junio a julio y agosto a septiembre) | Autoconsumo de higos frescos o secos.                                                      | Rara, presente en algunas huertas y plantaciones de higueras de pasa.    |
| Higuera „Fawari“ (tipo San Pedro)                                                             | 2, bífera (junio a julio y agosto a septiembre) | Autoconsumo de higos frescos.                                                              | Rara, presente en algunas huertas.                                       |

## Usos y aplicaciones
La variedad tunecina de Djebba 'Bouhouli', que se distingue, según el Grupo Interprofesional de Frutas (GIFRUITS) por "un poder antioxidante, un bajo contenido de azúcar, un sabor delicadamente dulce y una sutil fragancia floral", se exporta fresco, seco (ristras de higos), en mermelada, en tarta, y otros preparados, particularmente a los países del Golfo, Europa, incluidos Francia, Canadá y Libia.

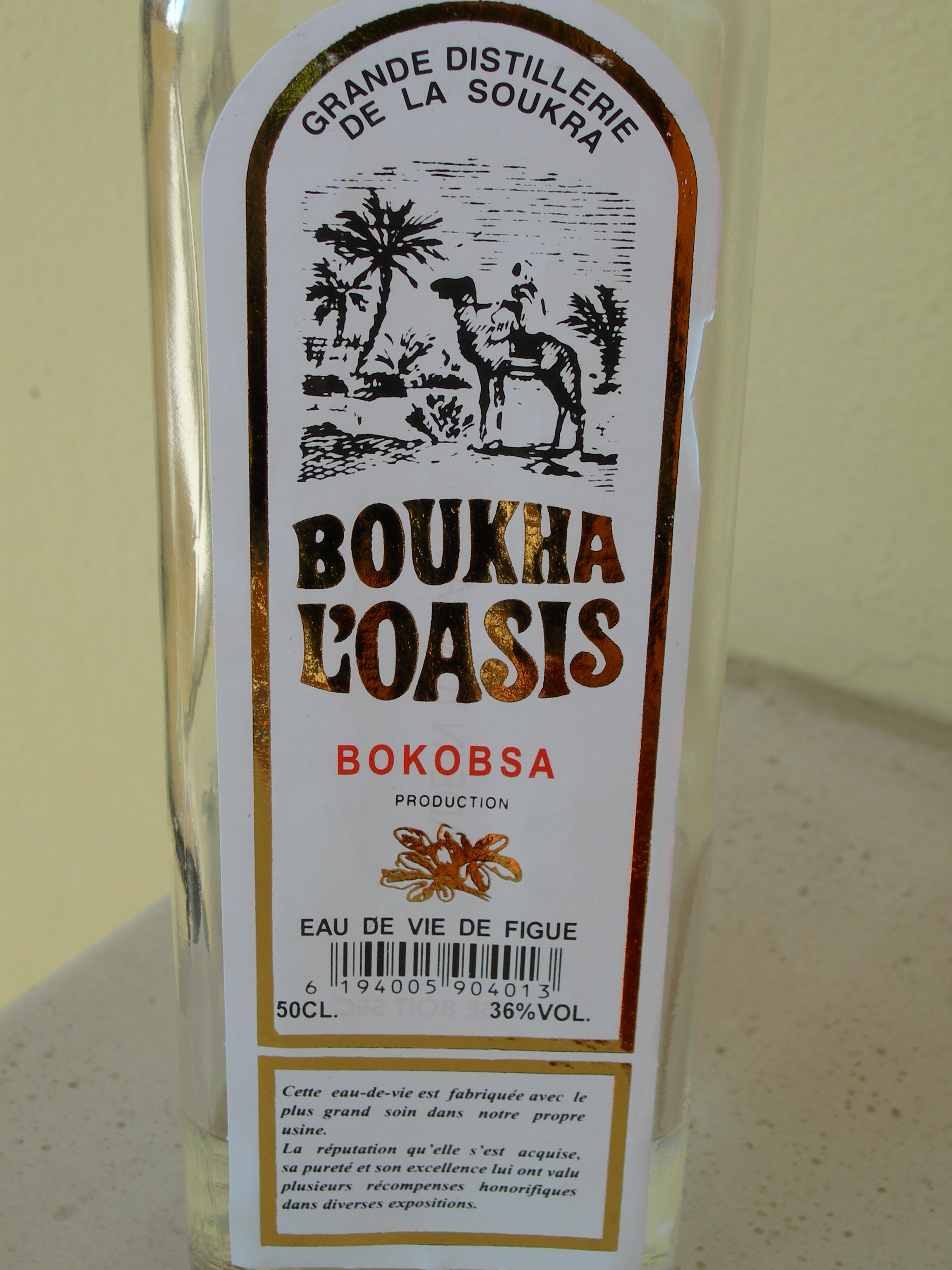
La botella del licor Boukha de Túnez.

Gracias a la iniciativa de Abraham Bokobsa, un tunecino de la comunidad judía, empezó a destilar un licor de higos a finales del siglo XIX, en una destilería artesanal de La Soukra, cerca de la ciudad de Túnez. El nombre del licor “boukha” significa vapor de alcohol en el dialecto judeo-tunecino o judeo-bereber. Este apreciado licor, conocido como “eau de vie de figues” o “brandy tunisian fig”. Su porcentaje de alcohol oscila entre los 36º y los 40º. Se obtiene por la destilación simple de higos mediterráneos (especialmente de Túnez y Turquía), madurados al sol y que están llenos de azúcares naturales que le confieren su sabor único.